# Ciężar argumentacji
Ciężar argumentacji - odnosi się do tego, kto ma dostarczać w postępowaniu przed sądem lub innym organem rozstrzygającym spory argumentów za takim, a nie innym rozstrzygnięciem zawisłej sprawy. 
Argumenty te mogą dotyczyć oceny (interpretacji) przeprowadzonych dowodów, wykładni prawa tudzież sposobu, w jaki prawo ma zostać w danym stanie faktycznym zastosowane.
W świetle zasady: iura novit curia (sąd zna prawo z urzędu) i zasady: da mihi factum, dabo tibi ius (daj mi [sędziemu] fakt, a ja [sędzia] dam ci prawo) żadna ze stron postępowania sądowego nie jest w Polsce zobowiązana do dostarczania argumentów na jej rzecz i nie powinna ponosić negatywnych konsekwencji z powodu nieuczynienia tego. 
W praktyce jednak ten powinien podjąć się danej argumentacji zmierzającej do określonego wniosku, dla kogo wniosek ten jest korzystny. Sędzia sam może nie wymyślić akurat takiej argumentacji i w razie braku podania mu jej wydać wyrok, jakiego by nie wydał, gdyby miał uprzednią możliwość zaznajomienia się z nią.
Wykazywać to, jakie jest prawo dla danego przypadku, musi w Polsce na ogół osobiście strona lub jej pełnomocnik procesowy. Dowód z opinii biegłego co do treści obowiązującego prawa jest w polskim porządku prawnym co do zasady niedopuszczalny. Może on dotyczyć – co najwyżej – jakiejś bardzo specjalistycznej dziedziny prawa, ewentualnie zawartości prawa obcego, jeśli znajdzie ono zastosowanie w sprawie rozpoznawanej przez sąd polski.